# مهرجان طهران الدولي للروبوتات والذكاء الصناعي
مهرجان طهران الدولي للروبوت والذكاء الصناعي هو مهرجان دولي سنوي للروبوت والأدمغة الصناعية وشبكات الاوتوماسيون، والذي يُقام في العاصمة الإيرانية طهران حيث يُعَد أكبر حدث رياضي للروبوت في العالم. ويضم هذا المهرجان قسماً خاصاً في مسابقات الروبوت والذكاء الصناعي ويستمر على مدى 3 أيام، فعلى سبيل المثال ضمت نسخته الثامنة مسابقات للروبوت والتي جرت في قسمي الطلبة الجامعيين والتلاميذ وتنافس فيها 110 منتخبات للطلبة الجامعيين و 192 منتخباً للتلاميذ. ومن الدول المشاركة في معرض أو مهرجان طهران الدولي للروبوت والذكاء الصناعي هي روسیا، أسترالیا، الصين، تایوان، ألمانيا، کوريا الجنوبیة، البرازیل، المکسیك، ایطالیا، کندا، اندونیسيا، ترکیا، أفغانستان ، لیتوانیا.

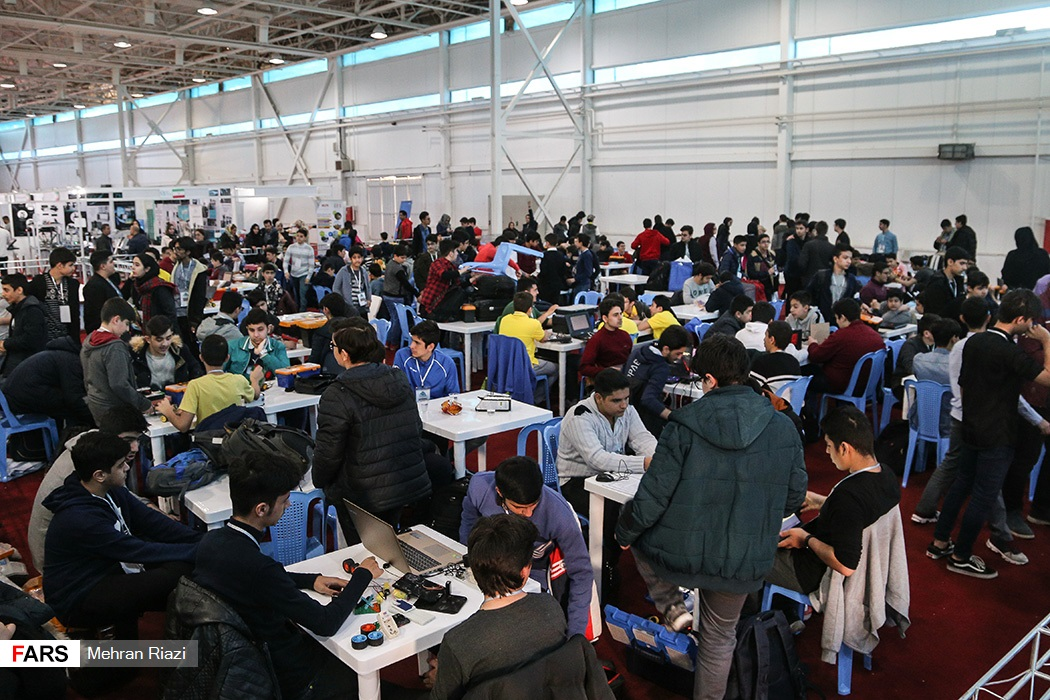
المشاركين بمعرض طهران الدولي للروبوت والذكاء الصناعي

## نبذة عن المهرجان
يُعتبَر معرض أو مهرجان طهران الدولي للروبوت والذكاء الصناعي أحد أكبر المهرجانات الدولية الخاصة بالروبوت والأدمغة الصناعية في العالم حيث تشارك فيه منتخبات محلية ودولية. وقال رئيس اللجنة الوطنية الإيرانية للروبوت سروش صادق نجاد في أحد تصريحاته سنة 2019م، إن جامعة أمير كبير الصناعية بطهران تستضيف الدورة الـ 25 لمسابقات الروبوت العالمية المعروفة بمسابقات «فيرا» والتي تُعتبَر أكبر حدث رياضي للروبوت في العالم. وخلال حفل افتتاح مهرجان الروبوت والأدمغة الصناعية وشبكات الاوتوماسيون، أعلن صادق نجاد عن تقدُّم 542 فريقاً طلابياً من الجامعات والمدارس للمشاركة في حفل افتتاح المهرجان تم قبول 345 منها. وأضاف: إن مسابقات الروبوت ستجري في قسمي الطلبة الجامعيين والتلاميذ وسيتنافس فيها 110 منتخبات للطلبة الجامعيين و 192 منتخباً للتلاميذ. ويشارك في هذا المهرجان 337 فريقاً طلابياً من الجامعات والمدارس تمثيلاً لـ 15 دولة وهي إيران وروسيا والصين وألمانيا وكوريا الجنوبية والبرازيل والمكسيك وإيطاليا وكندا وتايوان وأستراليا واندونيسيا وتركيا وأفغانستان وليتوانيا.

## المنظمين لمهرجان طهران الدولي للروبوت والذكاء الصناعي
تنظم اللجنة الوطنية الإيرانية للروبوتات والذكاء الاصطناعي (فيرا) المهرجان الدولي للروبوتات والذكاء الاصطناعي (فيراك) بالتعاون مع جامعات أمير كبير للتكنولوجيا، طهران، صنعتي شريف، صنعتي خواجة نصير الدين طوسي، شهيد بهشتي، جامعة الزهراء وجامعة طهران للعلوم الطبية بالإضافة إلى وزارة العلوم والأبحاث والتكنولوجيا الإيرانية في المكان الدائم للمعارض الدولية في العاصمة طهران. حيث تتعاون هذه المؤسسات فيما بينها لإقامة المعرض والمسابقات. كما شاركت 50 شركة قائمة على المعرفة إلى جانب شركات صناعية في المعرض الأول الصناعي للروبوت والاتوماسيون الذي أفتتح برعاية مساعد شؤون التقنية والإبداع لوزير الاتصالات وتقنية المعلومات وحضور البروفسور «جاكي بالتز»، ورئيس جامعة امير كبير الصناعية. وأشار إلى إن من بين أهداف المعرض تعزيز المهارات وتوفير فرص عمل جديدة وإنتاج الثروة في مجال الروبوت.

## الدول المشاركة في نسخة المهرجان الثامنة
أخذ مهرجان أو معرض طهران الدولي للروبوت والذكاء الصناعي والأتمتة طابعاً دولياً حيث شاركت في نسخته الثامنة عدة دول حول العالم. ونقل موقع قناة العالم الإخبارية عن رئيس اللجنة الوطنية الإيرانية للروبوت سرق صادق نجاد، إن فعاليات المعرض والمهرجان الجاري سيضم قسماً في مسابقات الروبوت والذكاء الصناعي حيث يستمر على مدى 3 أيام. وأضاف: إن مسابقات الروبوت ستجري في قسمي الطلبة الجامعيين والتلاميذ. وهذه بعض أهم الدول المشاركة بمعرض أو مهرجان طهران الدولي بنسخته الثامنة وهي:

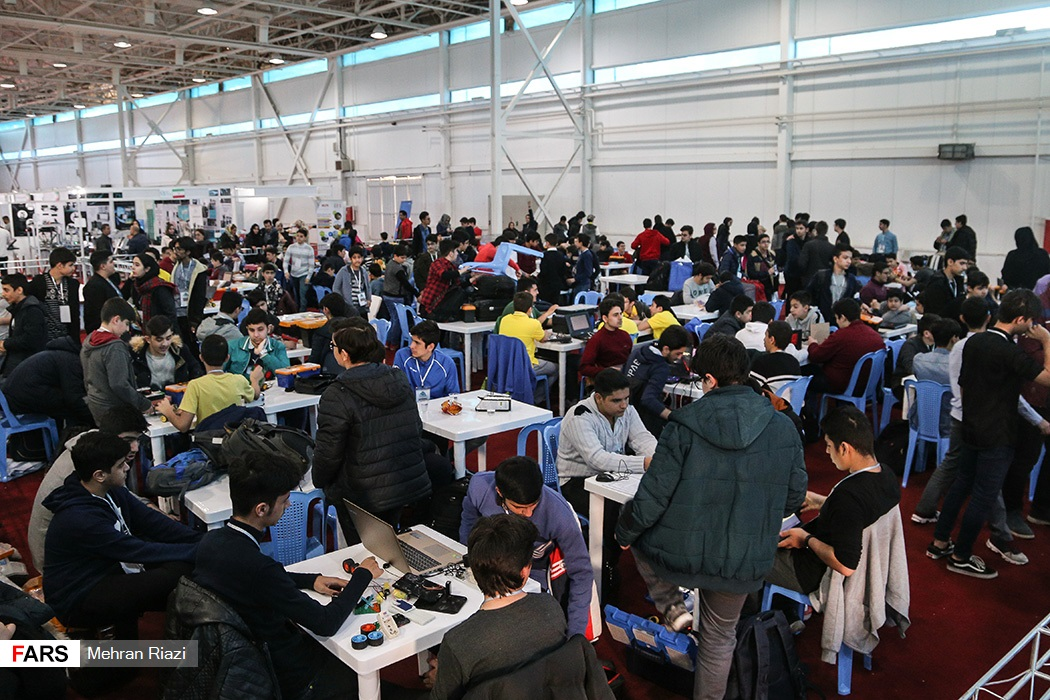
المشاركين بمعرض طهران الدولي للروبوت والذكاء الصناعي

روسيا
أستراليا
الصين
تايوان
ألمانيا
كوريا الجنوبية
البرازيل
المكسيك
إيطاليا
كندا
إندونيسيا
تركيا
أفغانستان
ليتوانيا.

## الهدف من إقامة المهرجان
يهدف المهرجان الدولي الذي يقام بالتعاون مع وزارة العلوم والأبحاث والتكنولوجيا بالإضافة إلى عدة جامعات معرفية إيرانية  إلى لعب دور فعال في تحقيق أهداف المهرجان والمتمثلة بتعزيز المهارات وتوفير فرص عمل جديدة وإنتاج الثروة في مجال الروبوت. والجدير بالذكر أن هذه المسابقة لاقت ترحيباً من قبل المهتمين في هذا المجال.

## مهرجانات أخرى
بالإضافة إلى مهرجان طهران الدولي للروبوت والذكاء الصناعي الذي تقيمه جمهورية إيران فإن هناك عدة مهرجانات ومعارض ومسابقات خاصة بالروبوتات والذكاء الصناعي، حيث يُعقَد المهرجان الدولي للروبوتات والذكاء الاصطناعي لجامعة أمير كبير بمشاركة 80 فريقاً وطنياً و 65 فريقاً أجنبياً. وكذلك المهرجان الدولي السادس للروبوتات والذكاء الاصطناعي لجامعة أمير كبير هو الاولمبياد الأول للروبوتات المصنعة على شكل إنسان (لمستوى طلاب الجامعات والمدارس) وكاسحات الألغام والطيور والعمل وجهاز التوجيه المتقدم (خاص بالطلاب الأجانب) وجهاز تحديد الموقع (للطلاب الإيرانيين وغير الإيرانيين).

## كأس الروبوتات الآليين في جمهورية إيران
ان كأس (ROBOCUP) للروبوتات الآليين في جمهورية إيران لسنة 2018م في معرض طهران الدولي الدائم، هو كأس الروبوتات الآليين (أو كأس العالم لكرة القدم للروبوتات الآلية) والذي يُبيّن الأبحاث الدوليّة والمعلومات الأساسيّة للروبوتات. وهي محاولة لتعزيز الذكاء الاصطناعي والبحوث الذكيّة في مجال الروبوتات من خلال توفير مشكلة قياسيّة حيث يمكن دمج مجموعة واسعة من التكنولوجيّات وفحصها، فضلاً عن استخدامها نحو تعليم متكامل وموجّه للمشاريع.